# نایت کینگ
نایت کینگ (به انگلیسی: Night King) یک شخصیت خیالی در کتاب ترانه یخ و آتش نوشته جرج آر. آر. مارتین و سریال تلویزیونی به نام بازی تاج‌وتخت است. وی رهبر و اولین وایت واکر است که از زمان انسان‌های نخستین وجود داشته است.
بازیگر انگلیسی «ریچارد بریک» و سپس هنرپیشهٔ اسلواک «ولادیمیر فوردیک» در سریال در این شخصیت نقش‌آفرینی کرده‌اند.